# Габріелла Суч (водне поло)
Габріелла Суч (угор. Gabriella Szűcs, 7 березня 1988) — угорська ватерполістка.
Призерка Олімпійських Ігор 2020 року, учасниця 2012, 2016 років.
Призерка Чемпіонату світу з водних видів спорту 2013 року.